# Inca Babies
Inca Babies — британская рок-группа, образованная в Хулме, Манчестер, Англия, в 1982 году Биллом Бонни (бас-гитара), Харри Стаффордом (гитара, вокал), Джулианом Уорапеем (вокал) и Аланом Брауном (ударные), и исполнявшая постпанк с элементами готик-, психоделик- и дэт-рока, отмеченный характерными американскими интонациями — как в музыке, так и в вокале Стаффорда.
Музыковед К. П. Ли в своем исследовании манчестерской сцены 80-х годов назвал группу «The Cramps из Хулма». Джон Пил (четырежды приглашавший Inca Babies на BBC Sessions) впервые заинтересовался группой после того, как получил плёнки с её записями от Люкса Интериора, фронтмена The Cramps. Музыкальная критика, кроме того, сравнивала Inca Babies с Birthday Party, отмечая, что Харри Стаффорд в стиле и манере исполнения — явный последователь Ника Кейва. 
Бо́льшая часть релизов Inca Babies вышла на независимом лейбле Black Lagoons Records. В первую двадцатку UK Indie Chart входили пять синглов группы («Grunt Cadillac» в 1984 году поднялся до #6) и дебютный альбом Rumble (1985, #3). В составе Inca Babies одно время играл Клинт Бун (фронтмен Inspiral Carpets). Один из основателей коллектива Алан Браун был также участником bIG fLAME и (позже) The Great Leap Forward.
В октябре 2006 года на Anagram Records вышел альбом Plutonium, куда вошли лучшие вещи группы 1983—1987 годов.  Вдохновлённая интересом к этому сборнику, в 2007 году группа собралась вновь в обновленном составе и дала несколько концертов. Однако, как сообщил (непосредственно) радиоведущему BBC Radio 6 Марку Райли вокалист Харри Стаффорд, концертная деятельность реформированных Inca Babies была приостановлена после того, как в 2008 году, не оставив посмертной записки, покончил с собой бас-гитарист Билл Мартен. 

## Дискография

### Синглы
- The Interior (1983)
- Grunt Cadillac (1984) (#6 UK Indie Charts)[3]
- Big Jugular EP (1984) (#13)
- The Judge (1984) (#8)
- Surfin' In Locustland EP (1985) (#11)
- Splatter Ballistics Cop (1986) (#24)
- Buster’s On Fire (1987, Constrictor Records)

### Альбомы
- Rumble (1985) (#3 UK Indie Charts)
- This Train (1986)
- Opium Den mini-LP (1987)
- Evil Hour (1988)
- 1983-87 — Plutonium (2006) Anagram

### DVD / Video
- Blood On The Cats (VHS)
- Jerico (Goth Daze — The Gothic Video, DVD, 2003, Cherry Red Records)